# جزيرة مانوك
جزيرة مانوك وهي جزيرة من جزر إندونيسيا، وتقع في إقليم جاوة الغربية.